# Saintonge
La Saintonge o Santonja (pronunciació en francès: /sɛ̃tɔ̃ʒ/, antigament escrit Xaintonge i Xainctonge, Sintonjhe / Séntunjhe en peitoví-saintongès) és una regió de la costa atlàntica de França dins de la regió administrativa de la Nova Aquitània, compresa a l'actual departament francès de Charente Marítim. La capital és Saintes.

## Etimologia
Del baix llatí Santonǐca, aplicat a un nom femení, probablement civitas o diòcesi. En altres paraules, originàriament es devia parlar de civitas Santonǐca o diocesis Santonǐca o del nom dels Santones, poble celta.

## Geografia

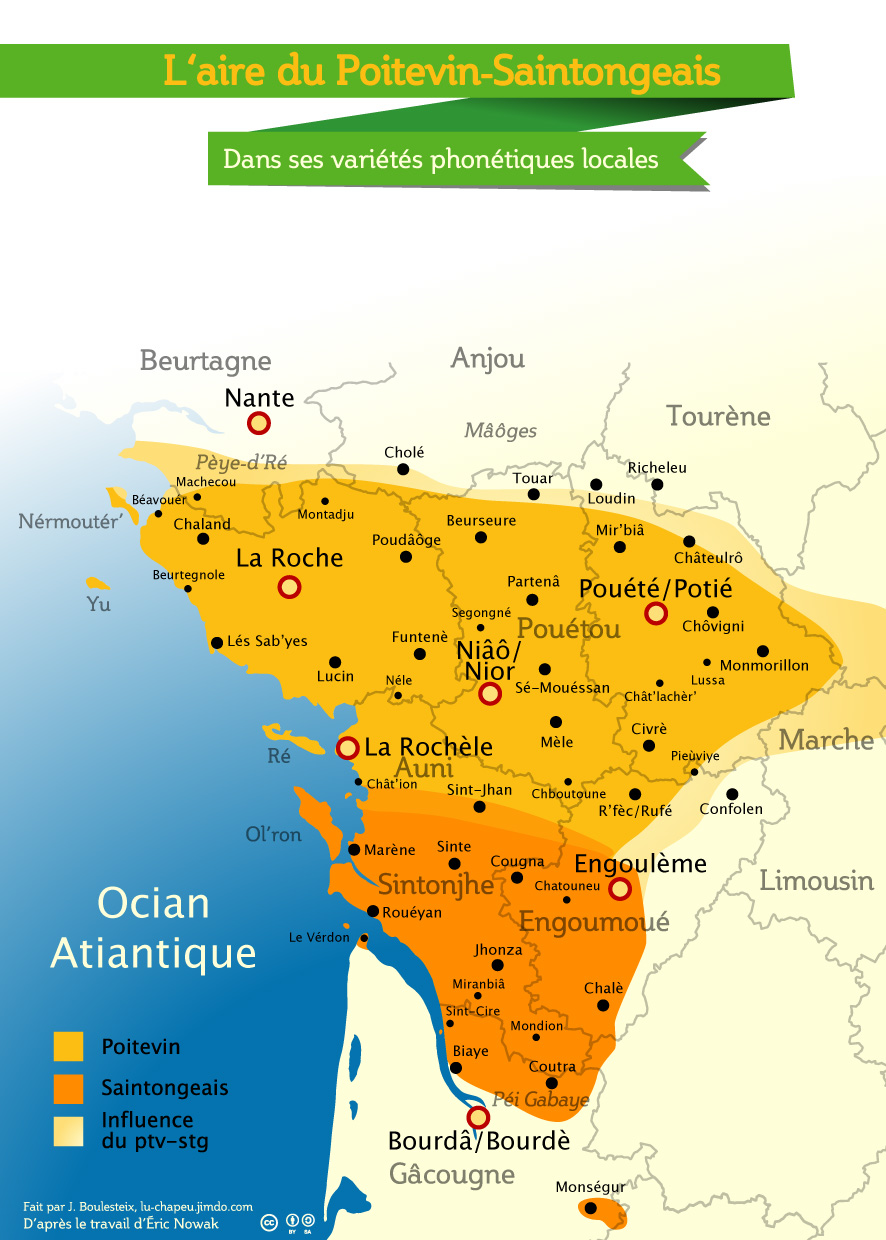
La Santonja, el saintongès i l'espai lingüístic peitoví-saintongès (fonètic)

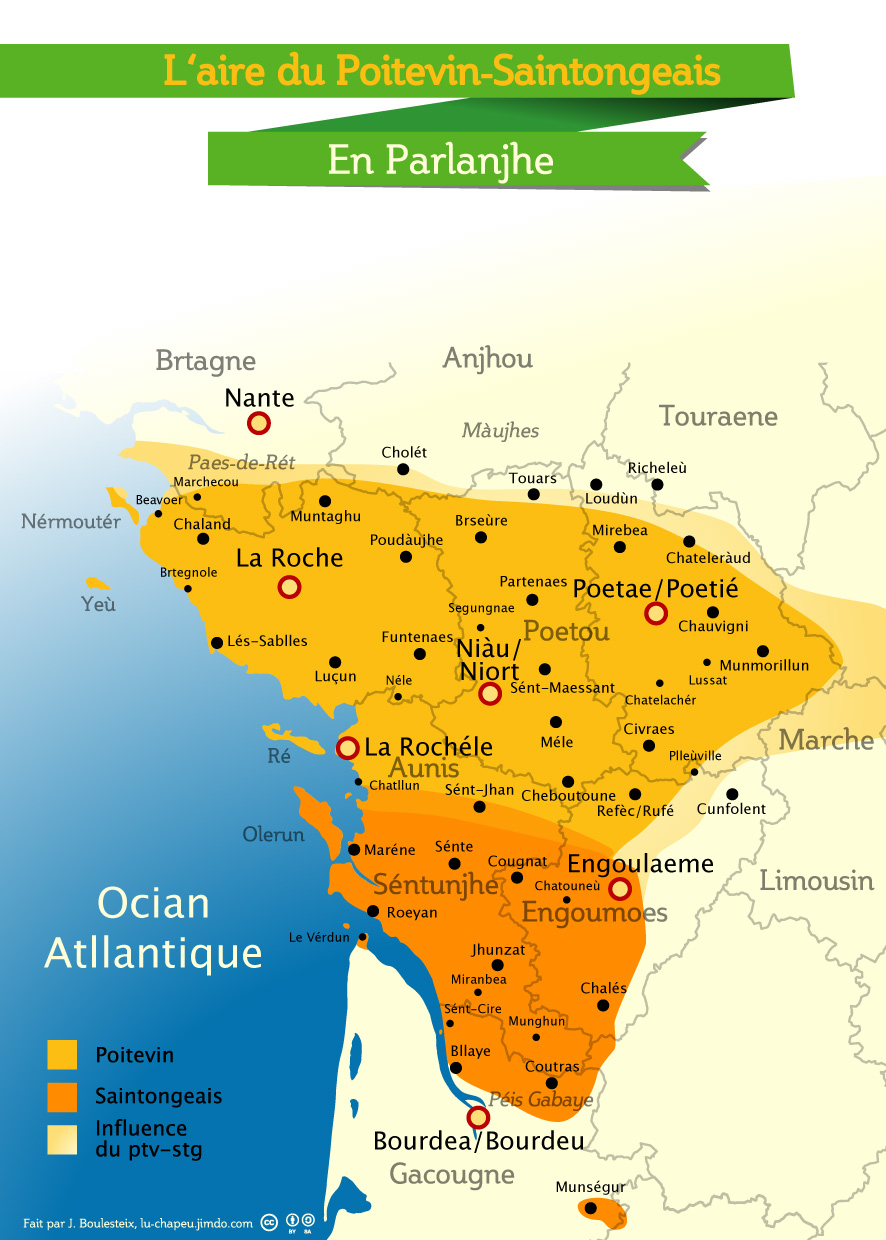
La Santonja, el saintongès i l'espai lingüístic peitoví-saintongès (grafia normalitzada)

Avui, la regió és famosa per la seva producció dels raïm que s'utilitzen per a produir conyac i Pineau des Charentes.

## Història
Obté el seu nom de la tribu celta antiga del santons que vivia en aquesta àrea, al voltant de la ciutat actual de Saintes; es coneixien com el Saintongese. Quan fou conquerida pels romans la van incorporar a la província de l'Aquitània. Com a regió de trànsit, fou envaïda successivament pels alans, els vàndals i, el 419, pels visigots, que la van dominar fins que el 507 fou sotmesa per Clodoveu I.
Més tard formà part del ducat d'Aquitània i el 1152 passà a Anglaterra pel matrimoni d'Elionor d'Aquitània amb Enric Plantagenet. El 1375, durant la Guerra dels Cent Anys, fou reconquerida pels francesos. Durant la Reforma protestant fou un feu important dels hugonots.